# جی شنگ

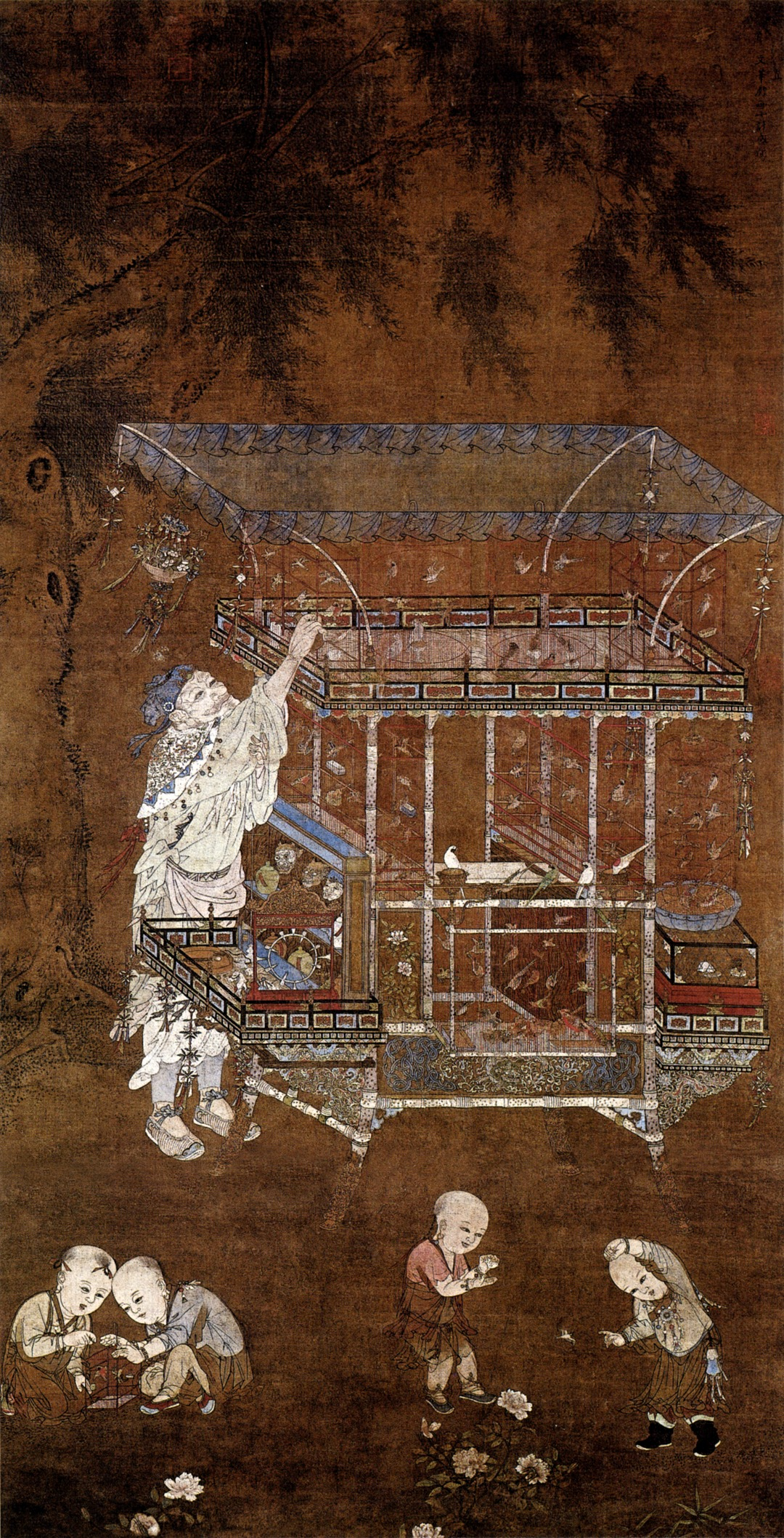
دستفروش اثر جی شنگ، موزهٔ کاخ

جی شنگ یا چی شنگ (چینی ساده: 计盛، چینی سنتی: 計盛، پین‌یین: Jì Shèng، وید جایلز: Chi Sheng) نقاشی چینی و از نقاشان سلطنتی دربار امپراتوری مینگ در زمان امپراتور شوان‌ده (۱۴۲۵-۱۴۳۵) بود. از تاریخ تولد و مرگ او اطلاعی در دست نیست.